# Play Gaelic
Play Gaelic è il primo album della band scozzese Runrig, pubblicato nel 1978.

## Tracce
1. Duisg mo Run
2. Sguaban Arbhair
3. Tillidh
4. Criogal Cridhe
5. Nach neonach neisd a tha e
6. Sunndach
7. Air an Traigh
8. De ni mi and Puirt
9. An Ros
10. Ceol an Dannsa
11. Chi mi'n Geamhradh
12. Cum 'ur n'aire